# Día Internacional del Rosa
El Día Internacional del Rosa (en inglés: International Day of Pink) es un evento internacional contra el acoso escolar que se celebra anualmente en Canadá durante la segunda semana de abril. El evento se inició cuando los estudiantes David Shepherd y Travis Price vieron que otro estudiante, que vestía una camisa rosa, estaba siendo acosado en el instituto Central Kings Rural High School en Nueva Escocia, Canadá , y decidieron mostrar su apoyo al estudiante promoviendo el uso de camisetas rosas en la escuela al día siguiente.
La iniciativa inspiró a los jóvenes del Canadian Centre for Gender and Sexual Diversity, que fundó el Día Internacional del Rosa, un esfuerzo por apoyar a sus pares a nivel internacional con recursos y formas de hacer que sus escuelas sean más seguras.
En 2012 participaron más de 8 millones de personas.

## Visión general
El Día Internacional del Rosa es dirigido por jóvenes voluntarios del Canadian Centre for Gender and Sexual Diversity, en Ottawa. La iniciativa busca apoyar el trabajo de estudiantes, educadores, la comunidad y las empresas en sus esfuerzos por detener el bullying, la discriminación, la homofobia y la transfobia.

## Eventos
En 2012, los estudiantes que participaron en el Día del Rosa organizaron numerosos flash mobs, incluido uno en Parliament Hill. El Día Internacional del Rosa también comparte una gala con JersVision.org y el evento ha contado con la participación del comediante Rick Mercer, Brian Burke de los Toronto Maple Leafs y el exembajador de Canadá Stephen Lewis.